# Notopygos splendens
Notopygos splendens är en ringmaskart som först beskrevs av Johan Gustaf Hjalmar Kinberg 1857.  Notopygos splendens ingår i släktet Notopygos och familjen Amphinomidae. Inga underarter finns listade i Catalogue of Life.